# 질강

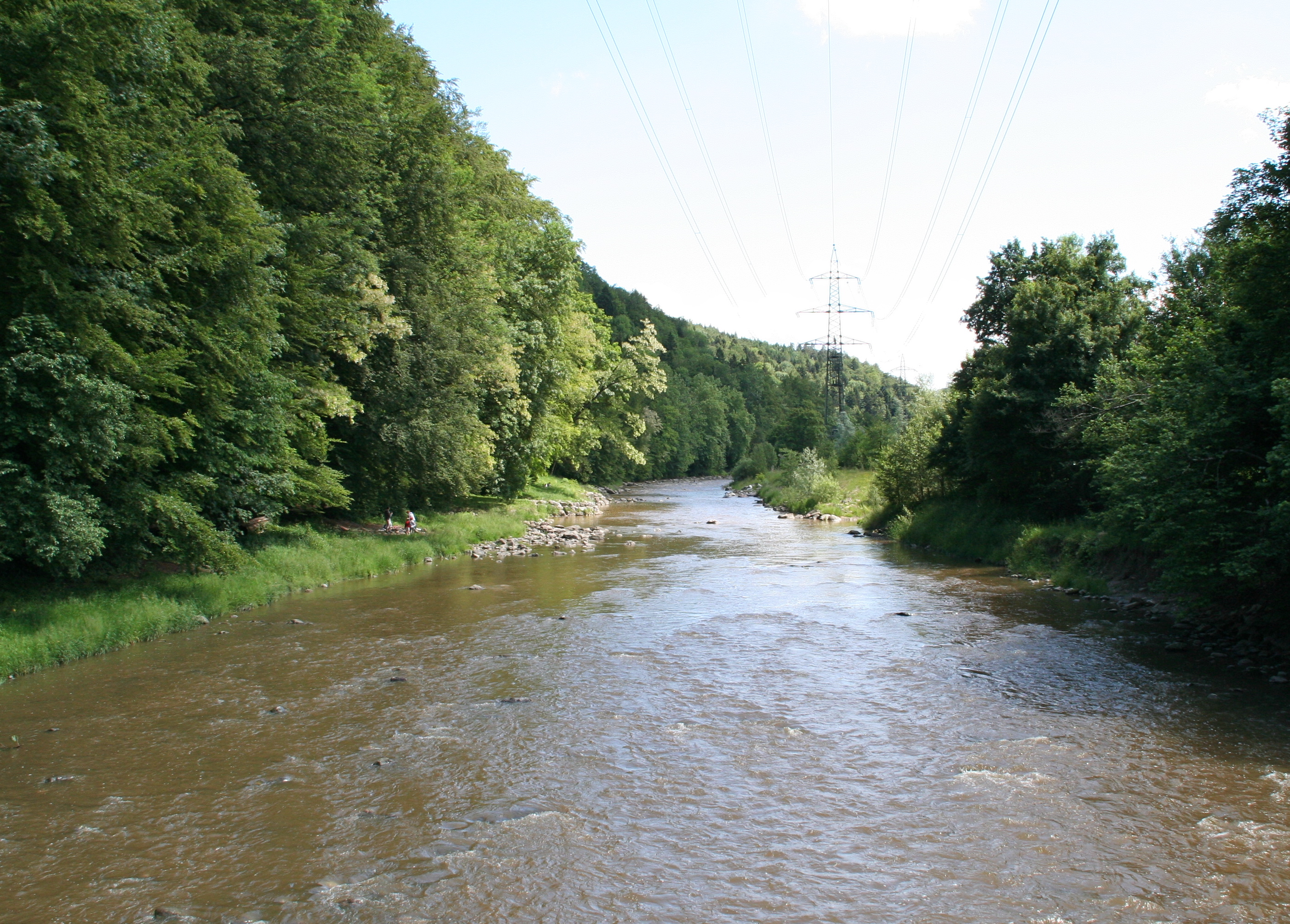

질강(Sihl)은 스위스 슈비츠주의 드루에스베르크산 근처에서 솟아난 강으로, 취리히 도심의 리마트강으로 흘러들어간다. 강이 흐르는 질 호수(질제) 저수지를 포함하여 길이는 73 km에 이른다. 물은 질제의 강에서 흘러나와 하류에서는 물의 흐름이 느려지고, 결과적으로 수질이 악화된다.
강은 슈비츠주, 취리히주와 추크주의 경계를 따라 흘러간다. 질 계곡의 주요 정착지는 모두 취리히주에 있으며, 취리히시의 남서쪽 부분과 함께 랑나우 암 알비스(Langnau am Albis)와 아들리스빌 타운을 포함한다. 랑나우 암 알비스 위에서 리마트강과 합류 지점에서 약 13 km 떨어진 곳에는 강을 따라 큰 정착지가 없고, 몇 개의 작은 마을만 있다. 아인지델른의 마을은 질제 가까이에 위치해 있지만, 실제로는 지류 강인 알프강의 계곡에 있다.